# Filosofi, ekonomi och politik

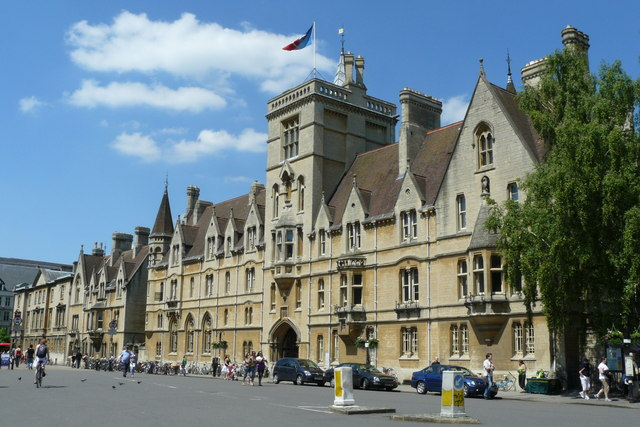
"Philosophy, Politics and Economics" infördes som ett alternativ till klassiska studier vid Balliol College, Oxford University på 1920-talet.

Filosofi, ekonomi och politik (alternativt Praktisk filosofi, Politik och Ekonomi) är den svenska benämningen för den engelskspråkiga ämneskombinationen Philosophy, Politics and Economics (PPE).  Begreppen ekonomi och politik är i detta sammanhang direktöversättningar från de engelska termerna economics och politics, vilket egentligen syftar på de samhällsvetenskapliga disciplinerna nationalekonomi och statsvetenskap. Utbildningen har en tvärvetenskaplig karaktär genom att praktisk filosofi inom humaniora kombineras med samhällsvetenskap.

## Alternativ till klassiska studier
Ämneskombinationen introducerades på 1920-talet vid Balliol College i Oxford som ett alternativ till klassiska studier, men började sprida sig utanför Oxford på 1980-talet och har sedan dess ökat i popularitet. Sedan 2013 finns ämneskombinationen inom svensk högre utbildning efter att ett kandidatprogram startats vid Stockholms universitet, sedan 2014 finns motsvarande även vid Lunds universitet och hösten 2020 startade utbildningen på Södertörns högskola.

## Populärt bland brittiska politiker
De brittiske premiärministerarna David Cameron och Liz Truss studerade bägge med ämneskombinationen PPE vid Brasenose respektive Merton College vid Oxfords universitet. Även den samtida brittiske oppositionsledaren Ed Miliband läste PPE vid Corpus Christi i Oxford, men avlade senare även en mastersexamen i nationalekonomi vid London School of Economics.